# Kylie Live in New York
Kylie Live in New York — концертный альбом австралийской певицы Кайли Миноуг, выпущен 14 декабря 2009 года эксклюзивно для скачивания в сети Интернет. Альбом был записан во время её турне For You, For Me на площадке Hammerstein Ballroom в Нью-Йорке. На пластинку не попала песня «Better than Today», так как она должна была попасть в следующий альбом Миноуг Aphrodite. 12 декабря на официальный канал Youtube Кайли была загружена первая половина альбома.

## Об альбоме
Kylie Live in New York был запланирован для выпуска в интернет-магазинах США и остального мира. В рамках промо Кайли представила первую часть альбома на официальном канале Youtube. Для раскрутки следующего диска Миноуг, Aphrodite, в сети магазинов Asda был выпущен 5-ти трековый семплер альбома с песнями «Come into My World», «Slow», «Wow», «Better the Devil You Know» и «Love at First Sight». Также, газета "The Mail on Sunday" представила бесплатный семплер альбома под названием Performance 19 сентября 2010 года.

## Список композиций
| №                   | Название                                                                          | Длительность |
| ------------------- | --------------------------------------------------------------------------------- | ------------ |
| 1.                  | «Overture»                                                                        | 1:40         |
| 2.                  | «Light Years»                                                                     | 4:20         |
| 3.                  | «Speakerphone»                                                                    | 4:46         |
| 4.                  | «Come into My World»                                                              | 3:55         |
| 5.                  | «In Your Eyes»                                                                    | 3:22         |
| 6.                  | «Everything Taboo Medley» («Shocked», «What Do I Have to Do?», «Spinning Around») | 9:18         |
| 7.                  | «Like a Drug»                                                                     | 4:49         |
| 8.                  | «Boombox» / «Can't Get Blue Monday Out of My Head»                                | 5:03         |
| 9.                  | «Slow»                                                                            | 6:21         |
| 10.                 | «2 Hearts»                                                                        | 4:18         |
| 11.                 | «Red Blooded Woman» / «Where the Wild Roses Grow»                                 | 4:44         |
| 12.                 | «Heart Beat Rock»                                                                 | 2:14         |
| 13.                 | «Wow»                                                                             | 3:01         |
| 14.                 | «White Diamond Theme»                                                             | 2:09         |
| 15.                 | «White Diamond»                                                                   | 3:11         |
| 16.                 | «Confide in Me»                                                                   | 4:47         |
| 17.                 | «I Believe in You»                                                                | 3:03         |
| 18.                 | «Burning Up» / «Vogue»                                                            | 3:20         |
| 19.                 | «The Loco-Motion»                                                                 | 4:56         |
| 20.                 | «Kids»                                                                            | 5:00         |
| 21.                 | «In My Arms»                                                                      | 4:09         |
| 22.                 | «Better the Devil You Know»                                                       | 4:42         |
| 23.                 | «The One»                                                                         | 4:27         |
| 24.                 | «I Should Be So Lucky»                                                            | 3:55         |
| 25.                 | «Love at First Sight»                                                             | 6:40         |
| Общая длительность: | Общая длительность:                                                               | 2:02:02      |

| №                   | Название                                             | Длительность |
| ------------------- | ---------------------------------------------------- | ------------ |
| 1.                  | «Light Years» (Steve Anderson studio version)        | 4:47         |
| 2.                  | «Speakerphone» (Steve Anderson studio version)       | 5:35         |
| 3.                  | «Come into My World» (Steve Anderson studio version) | 3:54         |
| Общая длительность: | Общая длительность:                                  | 14:16        |

| №                   | Название                    | Длительность |
| ------------------- | --------------------------- | ------------ |
| 1.                  | «Come into My World»        | 3:54         |
| 2.                  | «Slow»                      | 4:21         |
| 3.                  | «Wow»                       | 3:01         |
| 4.                  | «Better the Devil You Know» | 4:42         |
| 5.                  | «Love at First Sight»       | 6:40         |
| Общая длительность: | Общая длительность:         | 22:38        |

| №                   | Название                                         | Длительность |
| ------------------- | ------------------------------------------------ | ------------ |
| 1.                  | «In Your Eyes»                                   | 3:21         |
| 2.                  | «Wow»                                            | 3:11         |
| 3.                  | «Love at First Sight»                            | 4:51         |
| 4.                  | «I Believe in You»                               | 3:00         |
| 5.                  | «Boombox / Can't Get Blue Monday Out of my Head» | 4:56         |
| 6.                  | «Too Much»                                       | 3:17         |
| 7.                  | «Slow»                                           | 4:25         |
| 8.                  | «In My Arms»                                     | 3:51         |
| 9.                  | «Speakerphone»                                   | 4:47         |
| 10.                 | «Come into My World»                             | 3:40         |
| 11.                 | «Like a Drug»                                    | 4:52         |
| 12.                 | «Light Years»                                    | 4:22         |
| Общая длительность: | Общая длительность:                              | 48:32        |

## Над альбомом работали
- Бэк-вокал – Roxanne Wilde, Lucita Jules
- Бас – Jenni Tarma
- Барабаны – Matthew Racher
- Гитара – Adrian Eccleston
- Клавишные – Sarah De Courcy
- Продюсер, микшер – Steve Anderson
- Запись – Gary Bradshaw
- Саксофон – Graeme Belvins
- Тромбон – Barnaby Dickinson
- Труба – Graeme Flowers